# Ích Dương
Ích Dương (tiếng Trung: 益阳市 bính âm: Yìyáng Shì, Hán-Việt: Ích Dương thị) là một địa cấp thị của tỉnh Hồ Nam, Trung Quốc.

## Các đơn vị hành chính
| • Ích Dương (益阳市) | Hách Sơn (赫山区) Tư Dương (资阳区) | thành phố cấp huyện Nguyên Giang (沅江市) Đào Giang (桃江县), Nam huyện (南县), An Hóa (安化县) khu quản lý Đại Thông Hồ (大通湖管理区) |